# V.WEST
V.WEST（ファイブウエスト）は日本のジャニーズ事務所所属の5人編成の音楽バンドで、関西ジャニーズJr.内のユニットの一つ。

## メンバー
- 内博貴（うち ひろき、1986年9月10日 - ）ボーカル担当[1]
- 安田章大（やすだ しょうた、1984年9月11日 - ）ギター担当[1]、リーダー
- 丸山隆平（まるやま りゅうへい、1983年11月26日 - ）ベース担当[1]
- 大倉忠義（おおくら ただよし、1985年5月16日 - ） ドラム担当[1]

### 元メンバー
- 水野清仁（みずの きよひと、1984年3月9日 - ）[2]ギター担当[3]
- 今山透（いまやま とおる、1985年2月7日 - ）[2]パーカッション担当[3]

## 来歴
初期メンバーは内・安田・丸山・今山・水野の5人。関西を中心に活躍し、『週刊V.WEST』（関西テレビ）という冠番組を持ちCM「あぶりコーン」等に出演、2001年8月にはZepp Osakaで単独コンサートも行った。後に今山・水野が脱退し、安田・丸山が推薦した大倉がドラム担当として加入。
2002年12月18日、それまで内・安田・丸山が関西ジャニーズJr.として出演していたバラエティ番組『J³ KANSAI』（2002年10月 - 2003年3月）内で、大倉も含めたメンバーによる新しいユニット・関ジャニ8（後の関ジャニ∞およびSUPER EIGHT）が結成される。以降、V.WEST名義での活動はなくなる。

## オリジナル曲
JASRAC公式サイトの「作品データベース検索サービス」において、アーティスト名に「V WEST」を含む楽曲の検索結果をもとに記述。
- Answer[3]（作詞・作曲：TAKESHI） - JASRAC作品コード：092-7625-4
- Believe my story[3]（作詞・作曲：オオヤギヒロオ） - JASRAC作品コード：092-7615-7
- 愛情（作詞・作曲：清水昭男） - JASRAC作品コード：092-7637-8

## 出演

### テレビ番組
- 週刊V.WEST（関西テレビ、2001年4月 - 2002年9月）[7]

### CM
- ハウス食品 焙りコーン（2001年9月 - （関西地区限定）・2002年1月 - （全国））

### ライブ
- V.WEST First Live（2001年8月28日、Zepp Osaka）内・安田・丸山・水野・今山[3]